# Sztrovija
Sztrovija (macedónul: Стровија) település Észak-Macedóniában, a Pelagonijai körzet Dolneni járásában.

## Népesség
| Lakosok száma | 772  | 785  | 632  | 400  | 167  | 75   | 35   | 24   |
|               | 1948 | 1953 | 1961 | 1971 | 1981 | 1991 | 2002 | 2021 |

2002-ben 35 lakosa volt, akik mindannyian macedónok.